# Bill Cody
Bill Cody (5 de enero de 1891 – 24 de enero de 1948) fue un actor cinematográfico estadounidense especializado en la interpretación de filmes de serie B de género western en las décadas de 1920, 1930 e inicios de la de 1940. Fue el padre del también actor Bill Cody, Jr.

## Inicios
Su verdadero nombre era William Joseph Cody Jr., y nació en Saint Paul (Minnesota), siendo sus padres William F. Cody y Lillian Isabel Johnson. Cody habría estudiado en la Saint Thomas Military Academy y en la Universidad St. John's. Tras finalizar sus estudios se unió a la Metropolitan Stock Company, viajando por los Estados Unidos y por Canadá. Esta actividad le hizo llegar finalmente a Hollywood, donde en 1922 empezó a trabajar como especialista.
Cody, a menudo llamado "the reel Bill Cody (el Bill Cody de la cinta o del carrete)", tenía el mismo nombre que Buffalo Bill, aunque sin ninguna relación con él. Esta coincidencia fue lo que, inicialmente, llamó la atención de los productores, aunque finalmente consiguió salir adelante gracias a sus propios méritos artísticos.

## Carrera en el cine mudo
Jesse Goldburg contrató a Cody para rodar una serie de filmes en la temporada 1924-1925. La compañía de Golburg, Independent Moving Pictures, aunque conocida por su bajo presupuesto de rodaje, tenía buena reputación por el reparto de actores y la localización de sus producciones. El primer título de la serie protagonizado por Cody fue Dangerous Days, dirigido por J.P. McGowan. El siguiente film fue The Fighting Sheriff, y el resto de la serie se finalizó en los siguientes seis meses.
Tras la serie de Independent Pictures, Cody protagonizó dos películas para Associated Exhibitors, The Galloping Cowboy y King of the Saddle, ambas estrenadas en 1926. Ese mismo año protagonizó Arizona Whirlwind, estrenada por Pathé. En 1927 actuó en Born to Battle, película que le dio la oportunidad de mostrar sus habilidades como jinete y utilizar un látigo en la pantalla, y en otras dos producciones supuestamente tramadas por el mismo Cody: Gold From Weepah y Laddie, Be Good. 
Cody finalizó su carrera en el cine mudo protagonizando una serie de películas de acción estrenadas por Universal, y que le apartaron temporalmente del género western: The Price of Fear, Wolves of the City, The Tip-Off, Slim Fingers y Eyes of the Underworld.
Su primer largometraje sonoro fue Under Texas Skies, protagonizado por Bob Custer en 1930. Muchas antiguas estrellas del cine mudo tuvieron problemas para adaptarse al sonoro, pero en el caso de Cody la adaptación fue rápida, consiguiendo trabajo inmediatamente tras rodar su primer título hablado, a pesar de su dificultad para la memorización de los diálogos.

## Monogram Pictures
Monogram Pictures firmó un contrato con Cody para realizar un serial de ocho westerns, coprotagonizados por el actor infantil Andy Shuford, y que se llamó "the Bill and Andy series". El primer film con Monogram fue Dugan of the Badlands, dirigido por Robert Bradbury. Harry L. Fraser reemplazó a Bradbury como director de The Montana Kid, Oklahoma Jim, Mason of the Mounted, Ghost City, Land of Wanted Men, Law of the North y Texas Pioneers. Las películas tuvieron una buena acogida, pero Monogram optó por no continuar con la serie. 
Cody no hizo ningún rodaje en 1933, dedicándose en vez de ello a viajar como estrella en un espectáculo del salvaje oeste. Volvió al cine en 1934, protagonizando Border Menace, un título de muy bajo presupuesto estrenado por Aywon Pictures, que tuvo muy malas críticas. Aywon produjo después Border Guns y Western Racketeers, con mejores resultados. Cody trabajó después un tiempo con el Downie Bros. Circus, reemplazando a Jack Hoxie como estrella del show.

## Ray Kirkwood Productions
A finales de 1934, el productor Ray Kirkwood contrató a Cody para hacer una serie de filmes cowboy a estrenar por Spectrum Pictures. A Cody y su caballo pinto, Chico, se sumaron la protagonista femenina Ada Ince, los veteranos del cine mudo Franklyn Farnum y William Desmond, Wheeler Oakman, y el hijo de Cody, llamado simplemente Billy, Jr. en los títulos, de 9 años de edad. Como primer equipo formado por padre e hijo de los westerns de serie B, Cody y Billy demostraron sus posibilidades en el primer film de la serie. A este título siguió Six Gun Justice, The Cyclone Ranger, The Texas Rambler y The Vanishing Riders. Los Cody hicieron posteriormente una gira en un espectáculo western y en un circo. Cuando volvieron a Hollywood, Cody trabajó bajo dirección de J. P. McCarthy en una de sus mejores interpretaciones, la del film The Lawless Border, también interpretado por Molly O'Day. Blazing Justice y Outlaws of the Range concluyeron la serie de Spectrum.

## The Reckless Buckaroo
Kirkwood sentía cariño por Cody, y contaba con él para otra serie de ocho largometrajes, planificados para la temporada 1936-37, en los que intervendría junto a su hijo. Con problemas financieros, el primer film, con guion de Zara Tazil y titulado The Reckless Buckaroo, empezó a producirse. Durante el rodaje, el patrocinador de Kirkwood, Monarch Laboratories, ordenó que fuera sustituido y que el film fuera dirigido por Harry Fraser. A primeros de marzo de 1936, Fraser había acabado la película, pero Kirkwood no conseguía financiación para nuevas películas de la serie. La serie de los Cody finalizó bruscamente, y Kirkwood abandonó Hollywood.

The Reckless Buckaroo fue una de las mejores películas de Cody, así como su último papel protagonista, y fue distribuida en 1937 por Crescent Pictures. 

## Últimos años
La carrera de Cody declinó y sus papeles fueron menos numerosos, pero aun así todavía tuvo algunos éxitos. Oliver Drake escribió el papel de "Sheriff Warren" para él en la producción de RKO Pictures The Fighting Gringo, protagonizada por George O'Brien en 1939, y en ese mismo año hizo un pequeño papel en la película revelación de John Wayne dirigida por John Ford, La diligencia. También habría tenido pequeños papeles en dos filmes del género cliffhanger, G-Men vs the Black Dragon y The Masked Marvel, ambos en 1943, y en Joan of Arc, estrenada en 1948. 
Bill Cody falleció en 1948 en Santa Mónica (California). Fue enterrado en el Cementerio de Holy Cross en Culver City, California.